# پیتر رابینسون
پیتر رابینسون (انگلیسی: Peter Robinson؛ زادهٔ ۱۷ مارس ۱۹۵۰ - درگذشتهٔ ۴ اکتبر ٢٠٢٢) نویسنده، شاعر و رمان‌نویس اهل انگلستان بود.
از فیلم‌ها یا مجموعه‌های تلویزیونی که وی در آن‌ها نقش داشته است، می‌توان به سربازرس بنکس اشاره نمود.
وی همچنین برندهٔ جوایزی همچون جایزه ادگار و جایزه آنتونی شده‌است.